# Marianne Moore

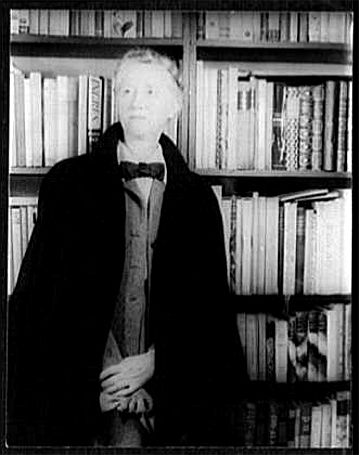
Marianne Moore, fot. Carl Van Vechten, 1948

Marianne Moore (ur. 11 grudnia 1887 w Kirkwood, Missouri, zm. 5 lutego 1972 w Nowym Jorku) – amerykańska poetka i pisarka modernistyczna związana z nurtem imagizmu.

## Życiorys
Marianne Moore była córką Johna Miltona Moore i jego żony Mary Warner. Wychowywała się jednak (wraz z bratem) w domu dziadka ze strony matki, prezbiteriańskiego pastora, gdyż jej ojca umieszczono w szpitalu dla umysłowo chorych jeszcze przed jej urodzeniem. W 1905 Moore wstąpiła do prywatnego żeńskiego kolegium Bryn Mawr w stanie Pensylwania, gdzie studiowała prawo, historię i politologię, a cztery lata później uzyskała dyplom. Zaprzyjaźniła się tam między innymi z Peggy James, córką sławnego psychologa Williama Jamesa. W 1911 roku wraz z matką udała się w podróż po Anglii, Szkocji i Francji, zwiedzając liczne muzea i galerie sztuki. Uczyła następnie języka angielskiego, stenografii oraz księgowości w US Indian Industrial School w Carlisle do 1915, kiedy to zaczęła zawodowo zajmować się poezją. Jednym z jej uczniów był Jim Thorpe, znany lekkoatleta amerykański. W 1916 przeniosła się do New Jersey, aby wraz z matką pomóc prowadzić dom bratu (będącemu, jak dziadek, duchownym prezbiteriańskim). W 1918 roku zamieszkała z matką w na nowojorskim Manhattanie, pracowała tam przez pewien czas jako bibliotekarka. Nigdy nie założyła własnej rodziny.

## Kariera poetycka
Częściowo w związku ze swymi podróżami po Europie przed I wojną, Moore zwróciła uwagę poetów tak różnorodnych jak Wallace Stevens, William Carlos Williams, T.S. Eliot czy Ezra Pound. Po raz pierwszy jej poezje zostały opublikowane w 1915 roku w londyńskim dwumiesięczniku Egoist, którego redaktorem była jej szkolna koleżanka Hilda Doolittle, wraz z wierszami innych imagistów. W 1921 roku Hilda Doolittle wydała pod tytułem Poems składający się z dwudziestu czterech wierszy wybór poezji Moore, bez wiedzy autorki. Wybór ten, później rozszerzony, wydano w USA w roku 1924 jako Observations.
W latach 1924–1929 Moore pracowała jako redaktor The Dial, pisma o profilu literacko-kulturalnym. Pełniła tym samym, podobnie jak Pound, niejako rolę patronki poetów, zachęcając obiecujących młodych twórców np. Elizabeth Bishop czy Allena Ginsberga do publikacji, sama publikowała i szlifowała swój warsztat poetycki.
W 1933 została laureatką Helen Haire Levinson Prize przyznawanej przez magazyn Poetry, lecz wydany dwa lata później kolejny zbiór wierszy sprzedawał się słabo. Sytuacja uległa zmianie w latach pięćdziesiątych. Jej Collected Poems z 1951 zostały uhonorowane Nagrodą Pulitzera, National Book Award oraz Bollingen Prize. Moore stała się znaczącą i rozpoznawalną postacią w nowojorskich kręgach literacko-artystycznych i nie tylko, często proszono ją o pełnienie roli gospodyni rozmaitych imprez publicznych. Pojawiała się na nich ubrana w charakterystyczny trójgraniasty kapelusz i czarną pelerynę, które stały się jej swoistym „znakiem firmowym”. Szczególną sympatią darzyła sportowców, podziwiała m.in. Muhammada Alego. Wciąż publikowała poezje w rozmaitych czasopismach, m.in. The New Republic, Partisan Review, Life, The New York Times. W 1955 roku firma Ford poprosiła ją o wymyślenie nazwy dla nowego modelu samochodu, z zaproponowanych przez nią wersji jednak ostatecznie nie skorzystano. W 1972 roku Marianne Moore zmarła po serii zawałów. Jej salon zachowano w oryginalnym kształcie i prezentowany jest w Rosenbach Museum & Library w Filadelfii. Udostępnione do oglądania są również jej prywatny księgozbiór i kolekcja rozmaitości, szkice poezji oraz fotografie.
Jej poezja ma charakter intelektualny, ceniona jest za inwencję językową i obserwację szczegółu, nie stroni od groteski i eksperymentu.

## Twórczość

### Poezja
- 1921 Poems
- 1924 Observations
- 1935 Selected Poems
- 1936 The Pangolin and Other Verse
- 1941 What Are Years?
- 1944 Nevertheless
- 1951 Collected Poems
- 1956 Like a Bulwark
- 1959 O to Be a Dragon
- 1964 The Arctic Fox
- 1966 Tell Me, Tell Me
- 1967 The Complete Poems of Marianne Moore

### Proza
- 1955 Predilections
- 1961 A Marianne Moore Reader
- 1987 The Complete Prose of Marianne Moore

## Polskie przekłady
- Wiersze wybrane (1980, PIW, tłum. Ludmiła Marjańska wraz z Julią Hartwig)